# 14 Shades of Grey
14 Shades Of Grey är ett musikalbum av Staind, släppt den 20 maj 2003.

## Låtar på albumet
1. "Price To Play"
2. "How About You"
3. "So Far Away"
4. "Yesterday"
5. "Fray"
6. "Zoe Jane"
7. "Fill Me Up"
8. "Layne"
9. "Falling Down"
10. "Reality"
11. "Tonight"
12. "Could It Be"
13. "Blow Away"
14. "Intro"